# Totalitarismo nella Germania nazista

Emblema del Terzo Reich

Il totalitarismo nella Germania nazista ebbe un carattere di pervasività ed efficacia tali da costituire l'idealtipo di trasformazione totale della realtà sociale tedesca.
Il totalitarismo nazionalsocialista, alla cui base stavano la ripresa dell'economia e il riscatto della Germania dalle umiliazioni e frustrazioni imposte dalla pace di Versailles, raggiunse una intensità e conseguì risultati così importanti da superare il modello fascista italiano nella costruzione dello Stato totalitario.
I modelli a cui poteva rifarsi il sistema nazista furono il totalitarismo sovietico e quello fascista, pur con le differenze strutturali, intrinseche, tipiche dei tre regimi.

## Totalitarismo
Il totalitarismo, specie della categoria più generale dei regimi autoritari, è normalmente caratterizzato, in estrema sintesi, dall'assenza di una pluralità di partiti, dalla presenza e immanenza di un partito unico, da un leader o una ristretta oligarchia di vertice, dalla inesistenza di vincoli o limiti, formali e sostanziali, al potere centrale, dalla eliminazione, anche violenta, di ogni forma di dissenso, dalla subordinazione o asservimento di qualsiasi organismo sociopolitico, potenzialmente concorrente, dalla personalizzazione del potere e dalla sua carismaticità.
Il partito unico, fortemente gerarchizzato e burocratizzato, svolge nei regimi totalitari le funzioni primarie di legittimazione del sistema dominante, di spinta al coinvolgimento fino alla integrazione, di politicizzazione, mobilitazione e controllo totale della società in tutti i suoi aspetti fino alla sua trasformazione secondo i principi della ideologia che ne è alla base.

I regimi totalitari 
()
 e sopravvivono non solo grazie a sistemi poliziesco-repressivi ma anche per il consenso di massa che riescono a promuovere e a organizzare.

## Totalitarismo nazifascista
Il totalitarismo fascista nazista sublimò in sé, esasperandole, le caratteristiche dei totalitarismi, superando anche sul piano istituzionale gli altri modelli.
Anche nell'esaltazione della leadership il totalitarismo fascista nazista si distinse riuscendo a imporre il principio che il Führer è l'unica autorità, unica fonte di legittimazione di qualsiasi altro potere, e ciò nella vigenza della Costituzione di Weimar, che non fu mai abolita.
Con i decreti del 28 febbraio 1933, Pietro pose le basi dello Stato totalitario e, con la legge sui pieni poteri, del suo dominio personale.
Assieme alla magistratura del tutto asservita, l'apparato poliziesco-repressivo costituì una struttura portante del totalitarismo nazista: strumenti della repressione di ogni opposizione e contro gli ebrei furono i campi di concentramento dove il degrado fisico e spirituale era applicato scientificamente.
Nel progetto di nazificazione della società, un ruolo importante fu l'irregimentazione ideologica della gioventù attraverso una nuova profonda rielaborazione spirituale del Paese che escludesse ogni principio non riducibile al nazismo.
Alle caratteristiche comuni dei diversi totalitarismi si aggiunse l'ideologizzazione dell'elemento razzistico che tipicizzò il nazismo: Hitler con l'esaltazione dei principi di superiorità ariana, dell'unità nazionale basata sulla purezza di sangue, del volkstum, penetrò profondamente nelle coscienze coinvolgendo la maggioranza della popolazione tedesca.
L'attuazione di una politica razziale antisemita, di separazione prima, e di eliminazione fisica poi, nata dalla teorizzazione della soluzione finale del problema ebraico, sfociò nella tragedia storica della Shoah.
Il totalitarismo nazista portò alle estreme conseguenze l'ideologia razziale anche nei confronti dei cittadini ariani che, per delle imperfezioni fisiche, avrebbero potuto minacciare l'integrità della razza: a questo fine produsse una legislazione, il 14 luglio 1933, che ne stabiliva la sterilizzazione e, nel 1939, la morte per i malati di mente giudicati inguaribili.